# 井原千寿子
井原 千寿子（いはら ちずこ、1952年〈昭和27年〉12月24日 - ）は、日本の女優。本名は同じ。
和歌山県出身。大阪樟蔭女子大学卒業。たむらプロに所属していた。

## 人物・来歴
1969年にミス・エールフランスコンテストで優勝し、松竹芸能からデビュー。以後は俳優として数多くの作品に出演。
特技は日舞。

## 出演作品

### テレビドラマ
- 軍兵衛目安箱 第16話「迷い道の町」（1971年、NET） - おいと
- 明智探偵事務所 第7話「二十七年の履歴書」（1972年、NHK大阪放送局）
- ほおずきの唄（1975年、NTV）
- ガラスの森（1975年、YTV）
- Gメン'75 （TBS・東映）
  - 第25話「助教授と女子大生殺人事件」（1975年） - 滝悠子
  - 第51話「刑事訴訟法47条女子大生ジャック」（1976年） - 片山由美
  - 第74話「人を殺した女の顔」（1976年） - 若松綾子
  - 第81話「灰色高官殺人事件」（1976年）
  - 第109話「新東京国際空港の悪霊」（1977年） - 朝井信子
  - 第215話「白バイに乗った痴漢」（1979年） - 北川友美
  - 第303話「殺し屋新婚夫婦」（1981年） - 咲田陽子
- 花くれない（1976年、NHK）
- 夫婦旅日記 さらば浪人　（CX） 
  - 第3話「虹を渡る武士」（1976年）
  - 第19話「ひょうたんから駒の物語」（1976年）
- 破れ傘刀舟 悪人狩り 第93話「大江戸の黒い霧」（1976年、NET） - おいそ
- いろはの"い" （1976年、NTV・東宝） - 小泉（ハイドン）の妻
- 日曜劇場 夢のながれ（1976年10月17日、CBC） - 川島伸子
- 非情のライセンス 第2シリーズ 第118話「替玉」（1977年、NET） - 順子
- 新・座頭市 第25話「帰って来た渡世人」（1977年、CX） - おふみ
- 愛人関係（1977年、MBS）
- 新選組始末記（1977年、MBS）
- 特捜最前線 （ANB・東映）
  - 第16話「悲曲・断崖の女」（1977年）
  - 第202話「包帯をした銀行ギャング!」（1981年）
  - 第227話「警視庁を煙にまく男!」（1981年）
  - 第285話「自供・檻の中の天使!」（1982年）
  - 第337話「哀歌をうたう女!」（1983年）
  - 第378話「レイプ・妻に捧げる犯罪!」（1984年）
- まひる野（1977年、CX）
- 銭形平次 第623話「鶴吉の掟」（1978年、CX） - お幸
- 必殺シリーズ（ABC / 松竹）
  - 新・必殺からくり人 第10話「東海道五十三次殺し旅 桑名」（1978年） - おしの
  - 必殺からくり人・富嶽百景殺し旅 第9話「深川万年橋下」（1978年） - おたき
- 朝ごはんぬき?（1979年、CX）
- 大江戸捜査網（12ch / 三船プロ）
  - 第420話「十手に賭けた涙の離縁状」（1979年） - おきく
  - 第465話「翔べ・走れ隠密犬」（1980年） - 君香
  - 第501話「かまいたちの毒牙」（1981年） - およう
  - 第544話「甘い誘惑 毒殺人名録」（1982年） - 八重
  - 第576話「悪徳おんな市場・不倫の罠」（1982年） - おしま
- 破れ新九郎 第17話「必殺! 無双一本槍」（1979年、ANB / 中村プロ） - 千代
- ザ・スーパーガール 第47話「夜の課外授業 危険を売る少女」（1980年、12ch）
- 春まっしぐら!（1981年、TBS）
- ザ・ハングマン 第38話「KO強盗をKOせよ」（1981年、ABC） - 矢島圭子
- 火曜サスペンス劇場 / 閉じこめられて（1982年、NTV）
- いつか黄昏の街で（1981年、MBS）
- 十六文からす堂（1982年、CX）
- ポーラテレビ小説 / 白き牡丹に（1982年、TBS） - 出浦とめ
- 長七郎江戸日記 第7話「風流あずま歌」（1983年、NTV）
- 無邪気な関係（1984年、TBS）
- ザ・サスペンス 団地殺人事件II 妻たちの危険な関係（1984年、TBS）
- 水曜ドラマスペシャル（TBS）
  - 水曜日の恋人たち(2)不倫の傾向と対策（1985年）
  - 松本清張スペシャル・支払い過ぎた縁談（1985年）
- セーラー服通り（1986年、TBS）
- 男女7人夏物語（1986年、TBS） - 出口明美
- ベスト・フレンド（1987年、TBS）
- スタンドバイミー・気まぐれ白書（1987年、TBS）
- 27才LOVE気分（1988年、NTV）
- 花王愛の劇場（TBS）
  - 料理恋物語（1988年）
  - 私の生徒は12人（1992年）
- 俺たちの時代（1989年、TBS）
- 3年B組金八先生 スペシャル(8)（1990年、TBS） - 高村伸之の母
- 水曜グランドロマン
  - 他人にいえない職業の男 (1991年、NTV) - 村上寄子
  - 死刑囚からの恋歌（1991年、NTV）
- 月曜ドラマスペシャル / 清里高原 神隠し!（1991年、TBS） - 咲子
- メロディ（1997年、TBS）

### 舞台
- 女ひとり
- 女と三味線